# Fedir Apollonovič Pirockij
Fedir Apollonovič Pirockij (ponegdje: Fjodor Apollonovič Pirockij; ukrajinski: Федір Аполлонович Піроцький, ruski: Фёдор Аполлонович Пироцкий; Senča, 17. veljače 1845. – Oleški, 28. veljače 1898.) bio je ukrajinski i ruski znanstvenik i izumitelj, kojeg prema pojedinim izvorima smatraju prvim izumiteljem modernog električnog tramvaja, dok ga se prema drugim izvorima smatra istim izumiteljom isključivo u Ruskom Carstvu, navodeći njemačkog Siemensa prvim. Pirockij je tijekom svog života imao niz manjih znanstvenih uspjeha na području kontrole prijenosa električne energije, a tijekom života je najviše djelovao u Kijevu i Sankt Peterburgu, dok se pred kraj svoje karijere povukao na poluotok Krim.
Fedir Pirockij potječe iz ugledne ukrajinske kozačke obitelji s prostora Poltavske oblasti, i prije nego što se počeo zanimati za znanost, završio je Vojnu akademiju u Kijevu. Vojnu službu i status nije napustio tijekom cijelog svog života, sve do mirovine, što je bio čest i častan običaj u ukrajinskim kozačkim obiteljima. Godine 1871. nastavio je svoje školovanje vezano za buduće zanimanje u Sankt Peterburgu. Za života je surađivao s mnogim znanstvenicima, između ostalih i s Carlom Heinrich von Siemensom kojemu je bio poprilično zanimljiv i inventivan. Zahvaljujući Pirockom, 2. lipnja 1892. po prvi puta, u cjelom Ruskom carstvu otvoren je tramvajski promet, u gradu Kijevu.